# Sveagruva

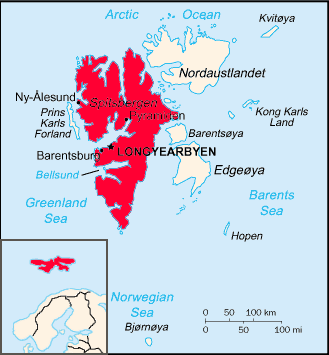
Localización de la isla de Spitsbergen, en el Ártico

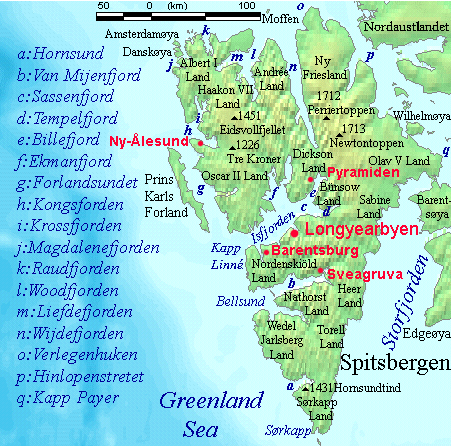
Sveagruva estaba localizada en la parte sur de la isla de Spitsbergen

Sveagruva (a menudo llamada simplemente Svea) era una localidad noruega ubicada en la isla de Spitsbergen, en el archipiélago de Svalbard.
El asentamiento fue hasta el 1 de octubre de 2016 la base de la producción principal de Store Norske Spitsbergen Kulkompani, una empresa estatal dedicada a principalmente a la extracción de carbón. No había residentes permanentes en el asentamiento, pero en un momento dado trabajaban aproximadamente 225 personas en la zona, incluidos empleados de la empresa constructora Leonhard Nilsen & Sønner y la empresa de servicios Integrated Service Solutions.
El 1 de octubre de 2016 se introdujo una suspensión de tres años de las operaciones mineras en Svea y el 4 de marzo de 2020 la mina cerró definitivamente. Para 2023 se habían completado los trabajos de restauración de la zona para devolverla a su estado natural.